# Azarath
Azarath (a volte chiamata anche "Tempio di Azarath") è una dimensione immaginaria che compare nei fumetti dei Giovani Titani e nell'omonima serie animata . È la città natale della supereroina Corvina.

## Storia
Oltre 900 anni fa, i seguaci di Azarath furono portati in un luogo tra le dimensioni dove fondarono il Tempio di Azarath. Il piano di Azar fu di espellere tutto il male dagli Azarathiani così che il demone Trigon non potesse utilizzare l'energia oscura per ristabilirsi completamente, facendo in modo che Azar avrebbe potuto ucciderlo una volta per tutte.
La dimensione fu distrutta dalle forze di Trigon quando il demone riuscì finalmente ad avere il controllo su sua figlia, Raven. Tuttavia, tutte le anime degli abitanti sopravvissero, ma furono temporaneamente corrotte dalla fusione temporanea e dalla distruzione di Trigon. Però, dopo gli eventi della storia di Titans Hunt, furono purificati e guidati in un altro piano d'esistenza da Azar. Le anime che rimasero infine divennero la seconda incarnazione di Phantasm.

### Un anno dopo
Dopo che Un anno dopo saltò fuori nella DC Comics, Bumblebee menzionò "Nuova Azarath". Anche Kid Devil e Zachary Zatara discussero di un viaggio su Nuova Azarath in cui Zachary venne quasi divorato da Phantasm.

## In altri media
Nella serie animata, il personaggio di Raven invoca il nome di Azarath nei suoi incantesimi per convocare e concentrare i suoi poteri ("Azarath, Metrion, Zintos!"). Lasciò la sua società pacifista in un'altra dimensione e si lasciò la sua eredità demoniaca alle spalle, divenendo buona e alleandosi con i Titans, ma temendo comunque che la sua parte demoniaca stesse giacendo sotto la superficie.
Nell'episodio Switched della prima stagione, Raven disse a Starfire che lei nacque in una dimensione di nome Azarath, ma non specificò mai se visse effettivamente lì. Durante la quarta stagione della serie animata Teen Titans, Raven fece visita ad un luogo che lei nominò Azarath, nell'episodio The Prophecy, per cercare aiuto dallo spirito di sua madre, Arella. Tuttavia, il posto era deserto; si scoprì successivamente che era un'illusione creata dopo che Trigon lo distrusse, cosa che implicò che la visita di Raven fu di tipo telepatico o spirituale, anche se non ci furono conferme.